# Quirino Longo
Quirino Longo (falecido em 1502) foi um prelado católico romano que serviu como bispo de Lavello (1498–1502).

## Biografia
Em julho de 1498, Quirino Longo foi nomeado pelo Papa Alexandre VI como Bispo de Lavello. Serviu como Bispo de Lavello até à sua morte em 1502.